# NGC 7718
NGC 7718 é uma galáxia espiral (S?) localizada na direcção da constelação de Pegasus. Possui uma declinação de +25° 43' 11" e uma ascensão recta de 23 horas, 38 minutos e 04,9 segundos.
A galáxia foi descoberta em 6 de Setembro de 1863 por Albert Marth.